# شهرستان ویلکینسون (جورجیا)
شهرستان ویلکینسون، جورجیا (به انگلیسی: Wilkinson County, Georgia) یک سکونتگاه مسکونی در ایالات متحده آمریکا است که در جورجیا واقع شده‌است.